# Éxodo (Lost)
"Éxodo" (título original: "Exodus") es un episodio doble de la primera temporada de la serie Lost, de la cadena de televisión American Broadcasting Company. Los episodios están escritos por el cocreador de la serie, Damon Lindelof, y por el productor ejecutivo Carlton Cuse, y dirigidos por Jack Bender. Se emitieron originalmente en Estados Unidos y Canadá el 18 de mayo y el 25 de mayo de 2005. La primera parte tiene la duración de un episodio normal, pero la segunda dura lo mismo que dos; por ello, en las versiones dobladas a español, este último episodio fue dividido en dos, formando así un total de tres. 
Danielle Rousseau advierte a los supervivientes del Vuelo 815 de Oceanic Airlines acerca de la inminente llegada de "los Otros", llevando al grupo a creer que la escotilla es el lugar más seguro para quedarse. Por otro lado, la balsa está lista para zarpar. Los flashbacks están centrados en numerosos personajes: Walt Lloyd, Jack Shephard, James "Sawyer" Ford, Kate Austen, Sun Hwa-Kwon, Shannon Rutherford, Jin-Soo Kwon, Charlie Pace y Sayid Jarrah.

## Trama

### Primera parte
Danielle sorprende a todos al aparecer en el campamento con las noticias de que Los Otros han decidido pasar a la acción e ir por ellos, por lo que los desaparecidos comienzan a diseñar un plan para protegerse del inminente ataque. El grupo se dividirá, unos marcharán en la balsa para salir de la isla, otros irán con Rousseau en búsqueda de dinamita para abrir la escotilla y refugiarse, y la mayoría serían conducidos a las cuevas.

### Segunda y tercera parte
Los náufragos que viajan en la balsa encuentran algunas razones para mantener la esperanza cuando su sistema de detección capta una señal cercana a ellos. Pero no todo es lo que parece y sus esperanzas se transforman en un mal trago, pues "Los Otros" secuestran a Walt y destrozan la balsa, quemándola.
En la isla, la apertura de la escotilla resulta mucho más complicado de lo que se esperaba, pero con la ayuda de Danielle, los supervivientes consiguen algunos materiales para esta necesidad, aunque ello tiene consecuencias funestas. Además, la francesa tiene algunos planes propios para el bebé de Claire. Y Los Otros, siguen al acecho. La primera temporada termina con el Éxodo en su tercera parte, cuando Walt es secuestrado por desconocidos que serán "Los Otros", y con Locke y Jack abriendo la escotilla. 

## Producción
Este episodio marca la primera aparición en la serie de la actriz Michelle Rodríguez, que, aunque figura como estrella invitada, formaría parte del elenco regular en la segunda temporada, interpretando a la policía Ana Lucía Cortez, una de las supervivientes de la sección de cola del Vuelo 815.